# Asura excurrens
Asura excurrens är en fjärilsart som beskrevs av Walker 1864. Asura excurrens ingår i släktet Asura och familjen björnspinnare. Inga underarter finns listade i Catalogue of Life.